# Piltdown-Mensch
Koordinaten: 50° 59′ N, 0° 4′ O

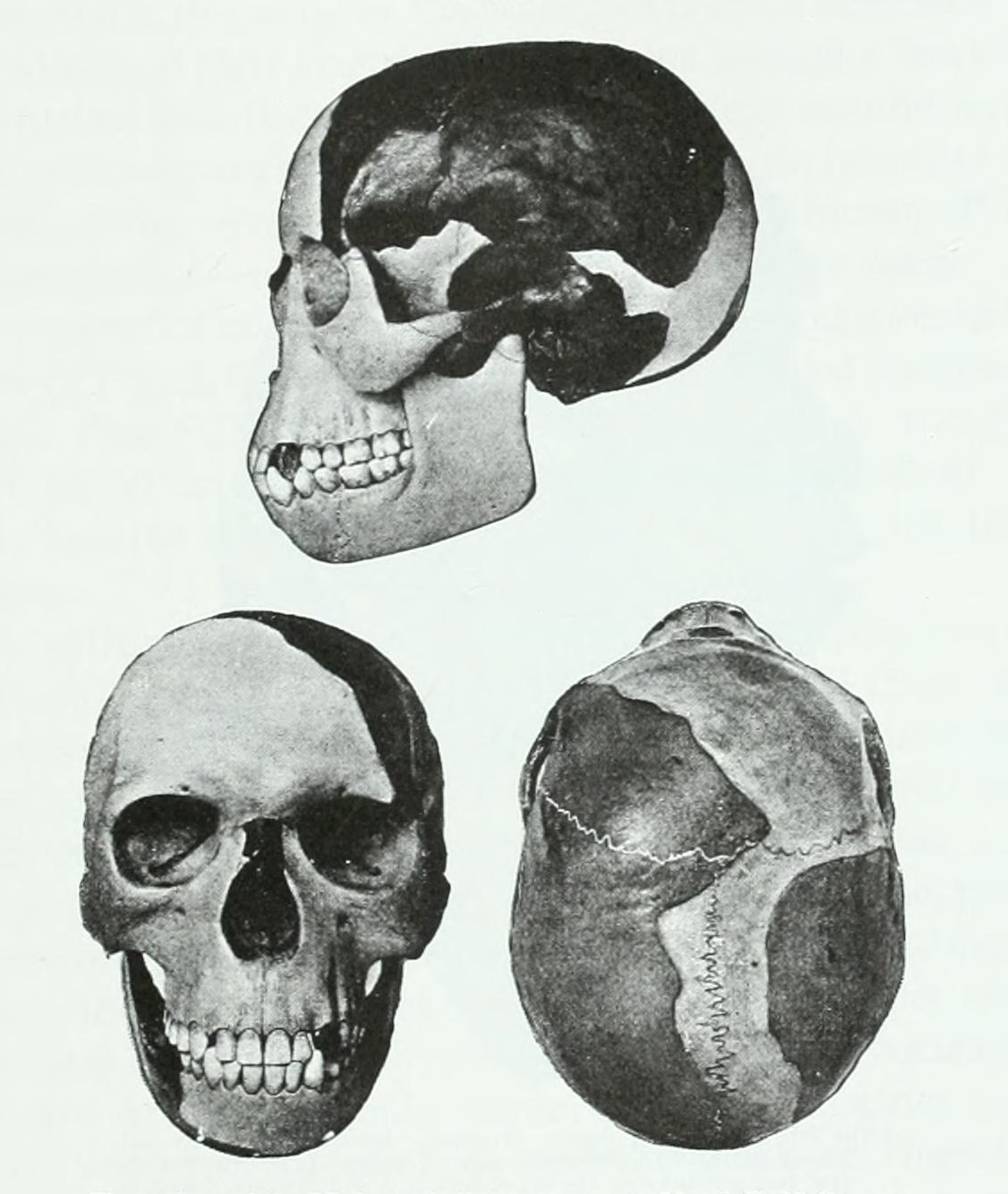
Drei Ansichten des Piltdown-Schädels: Rekonstruktion aus dem Jahr 1915 von James Howard McGregor

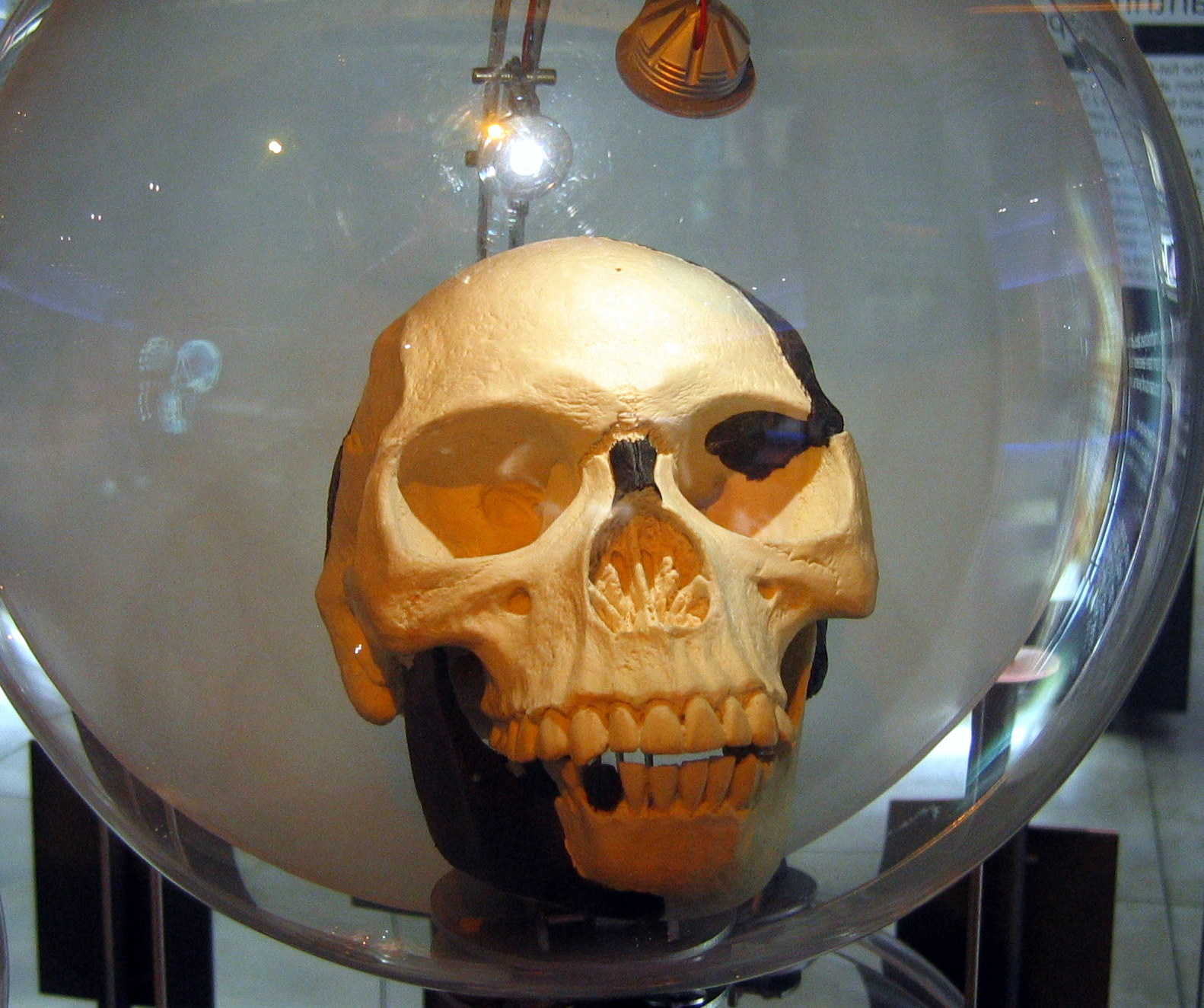
Nachbildung des Piltdown-Schädels

Als Piltdown-Mensch wurden die vermeintlichen Überreste eines Frühmenschen bekannt, die angeblich zwischen 1908 und 1913 in einer Kiesgrube bei dem Dorf Piltdown in der Nähe von Uckfield in Südostengland gefunden und 1953 als wissenschaftliche Fälschung entlarvt wurden. Die Fragmente eines Schädels und eines Unterkiefers wurden von den damaligen britischen Experten für Überreste eines bisher unbekannten Vorfahren des anatomisch modernen Menschen (Homo sapiens) gehalten. Sie gaben diesem „Frühmenschen“ den Artnamen ‚Eoanthropus dawsoni‘ (etwa „Dawsons Mensch der Morgenröte“), zu Ehren seines Entdeckers Charles Dawson (1864–1916), eines britischen Rechtsanwalts und Fossiliensammlers. Aus dem Fund wurden komplexe, letztlich irrige Hypothesen zur Herkunft und Evolution des Homo sapiens abgeleitet.
Frühe Zweifel an der Echtheit des Fundes und, nach dem Beweis der Fälschung, die Suche nach deren Urheber währten über Jahrzehnte und brachten einen umfangreichen Bestand an Literatur hervor.

## Historischer Hintergrund
Zur Zeit der Piltdown-Funde waren nur wenige Überreste von Frühmenschen gefunden worden; zu den bekanntesten zählten der Neandertaler aus der Nähe von Düsseldorf (das Fossil Neandertal 1, 1856), der Java-Mensch (1891), der Unterkiefer von Mauer (1907) und der Neandertaler-Fund La Chapelle-aux-Saints 1 (1908) aus Frankreich. Die Wissenschaftler interpretierten die Funde zumeist als Übergangsformen zum modernen Menschen, allerdings erlaubten die spärlichen Funde noch eine Vielzahl von Deutungen, so auch in der Frage, in welcher Reihenfolge die Entwicklungsschritte auf dem Weg zum modernen Menschen erfolgten. Der Fund von Piltdown schien diese Frage ein für alle Mal beantworten zu können und war schon von daher eine sensationelle Entdeckung. Daraus erklärt sich wohl seine schnelle Akzeptanz, obwohl bereits die Fundumstände dubios blieben.
Die besonderen Merkmale des Fundes waren sein hohes Alter, das auf rund 500.000 Jahre geschätzt wurde, eine große, schon dem modernen Menschen ähnelnde Schädelkapsel und ein noch primitiver Unterkiefer, der an den eines Menschenaffen erinnerte. Aus dieser Kombination wurden – insbesondere von englischsprachigen Wissenschaftlern – weitreichende Schlussfolgerungen zur Stammesgeschichte des Menschen abgeleitet, unter anderem, dass die Entwicklung zum modernen Menschen in Europa stattgefunden habe und sich beim Menschen bereits sehr früh ein großes Gehirn entwickelte. Die ersten Australopithecus-Funde, so das Kind von Taung (1924), wurden daher von britischen und US-amerikanischen Paläoanthropologen jahrzehntelang nicht als Vormenschen anerkannt, da sie aus Afrika stammten und nur sehr kleine Gehirne besaßen.
Deutsche und französische Forscher hatten hingegen aufgrund genauer Kenntnis der Neandertaler-Funde von Beginn an Zweifel an der Aussagekraft der Piltdown-Fragmente. Auch im Licht späterer Fossilfunde aus Asien und Afrika konnte der Piltdown-Mensch sich bestenfalls als rätselhafter Nebenast im Stammbaum des Menschen behaupten, da jene einen völlig anderen Entwicklungsweg zum modernen Menschen belegten, insgesamt jünger und mit spät einsetzender Vergrößerung des Gehirnvolumens. Die Bedeutung des Piltdown-Menschen blieb gleichwohl 40 Jahre lang umstritten, bis er 1953 als Fälschung entlarvt wurde.
Die Piltdown-Funde werden in den Archiven des Natural History Museum in London aufbewahrt.

## Entdeckung

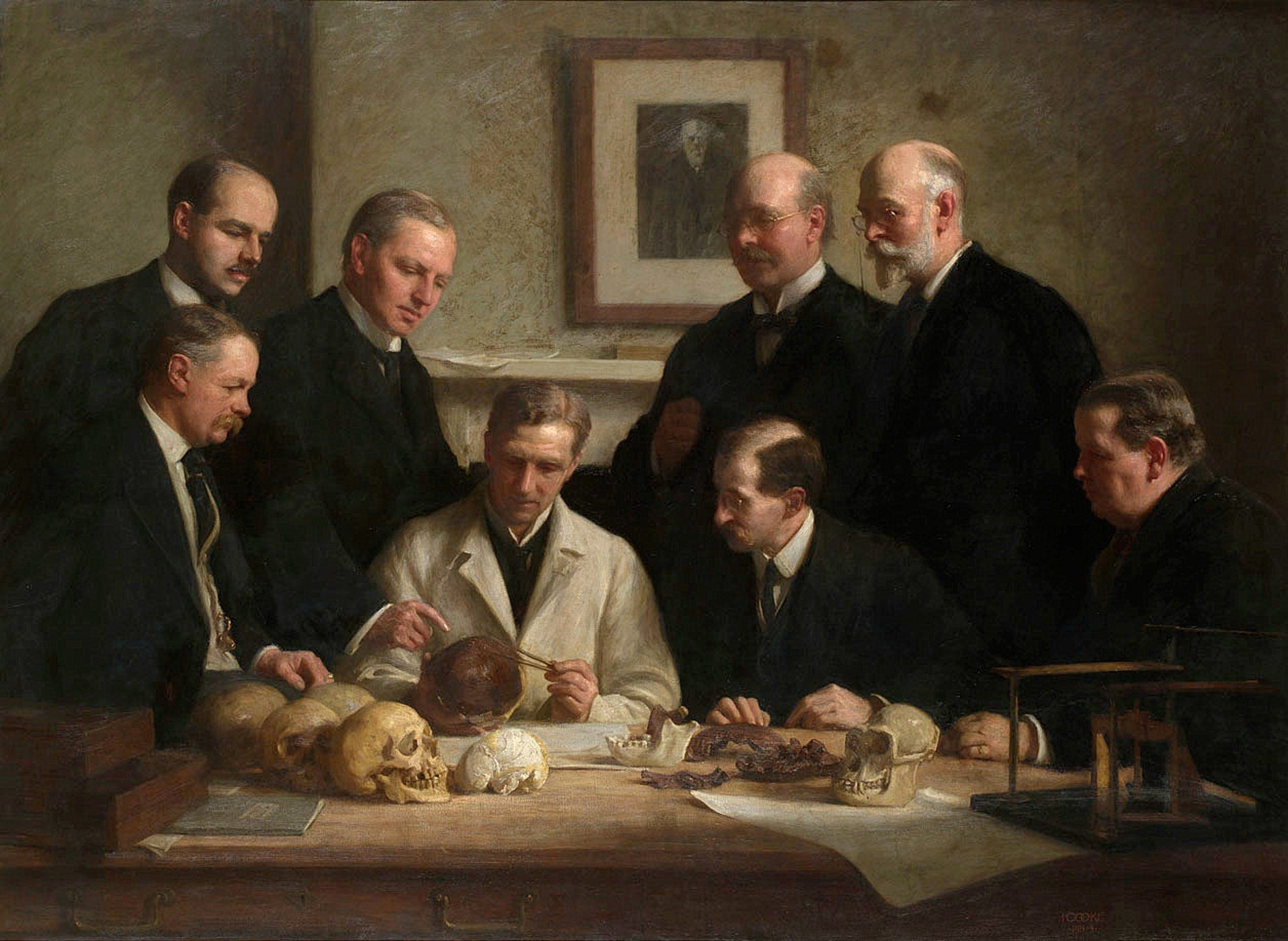
Das Gemälde aus dem Jahr 1915 zeigt (von links) stehend:
Frank O. Barlow, Grafton Elliot Smith, Charles Dawson, Arthur Smith Woodward; sitzend: Arthur Swayne Underwood, Arthur Keith, William Plane Pycraft und Ray Lankester.

Die genauen Umstände, unter denen der Piltdown-Schädel entdeckt worden ist, wurden nur unzureichend dokumentiert. Charles Dawson zufolge wurde ihm 1908 bei einem Besuch der Piltdown-Kiesgrube von einem Arbeiter das Fragment eines ungewöhnlichen Hohlkörpers („hollow object“) übergeben, den er als ein ungewöhnlich dickes, menschliches Scheitelbein interpretierte. Er habe daher in den folgenden Jahren die Kiesgrube wiederholt aufgesucht. Im Herbst 1911 habe er bei solch einem Besuch „ein größeres Stück desselben Schädels“ aus dem Bereich oberhalb der Augenhöhle und kurz darauf den Zahn eines Nilpferds entdeckt. Dawson war seit 1884 ehrenamtlicher Fossiliensammler des British Museum, weswegen es naheliegend war, dass er dem Kustos der geologischen Abteilung des Museums, Arthur Smith Woodward, über seine Funde berichtete. Woodward war an den Fundstücken sehr interessiert und ließ sich daher am 2. Juni 1912 von Dawson – in Begleitung von Pierre Teilhard de Chardin – die Fundstelle zeigen. Dawson entdeckte bei diesem Besuch ein drittes Schädelfragment. Bei einem weiteren Besuch der Kiesgrube entdeckte Dawson in Anwesenheit von Smith Woodward Ende Juni 1912 die linke Hälfte eines Unterkiefers, bei dem der Gelenkansatz fehlt, und kurz darauf drei Bruchstücke des Scheitelbeins sowie das Fragment eines Hinterhauptbeins. Im Juli 1913 sammelte Dawson schließlich noch zwei Knochen aus dem Bereich der Nase auf, und am 30. August 1913 fand Teilhard de Chardin einen stark abgekauten Eckzahn (was auf ein hohes Lebensalter seines einstigen Besitzers schließen ließ), dessen Wurzelhöhle jedoch – wie bei einem sehr jungen Menschen – noch unverschlossen war.

## Veröffentlichung
Am 18. Dezember 1912 gaben Arthur Smith Woodward und Charles Dawson während eines Treffens der Geological Society of London bekannt, die Schädelfragmente seien ein epochemachender Fund. Die von Woodward anhand der gefundenen Fragmente angefertigte Rekonstruktion ähnelte weitgehend dem Schädel eines modernen Menschen, mit Ausnahme des Occiput, einer Region am Übergang des Schädels zur Wirbelsäule, sowie der Größe des Gehirns, die nur ungefähr zwei Drittel eines modernen Menschen betrage, und der nur annähernd menschenähnlichen Zähne und des Kieferknochens, der sich nicht von dem eines heutigen jungen Schimpansen unterscheide. Gestützt auf die hohe wissenschaftliche Autorität des British Museum interpretierte Woodward die Funde von Piltdown als ein Missing Link zwischen Menschenaffe und Mensch. Die Gelehrten des Natural History Museum in London schrieben – trotz anfänglicher Zweifel – dem Fund ein Alter zwischen 200.000 und 500.000 Jahren zu. Damit wäre er wesentlich älter gewesen als der Neandertaler. Die Bekanntgabe der Entdeckung fand sofort ein großes Interesse sowohl in der Fachwelt als auch in der britischen Bevölkerung: Die Tageszeitung Manchester Guardian hatte bereits am 21. November 1912 über den Fund berichtet, mit der Folge, dass das Treffen der Geological Society of London so gut besucht war wie keines zuvor. Die Meldung des Piltdown-Fundes ging als Sensation um die ganze Welt. Über 500 wissenschaftliche und publizistische Veröffentlichungen beschäftigten sich mit ‚Eoanthropus dawsoni‘, darunter der Überblick The earliest Englishman von Arthur Smith Woodward, posthum herausgegeben von Arthur Keith.
Vor allem für die britischen und einige US-amerikanische Paläoanthropologen stellte der Fund eine Bestätigung ihrer theoretischen Überlegungen dar, dass die Entwicklung eines großen Gehirns Voraussetzung für die Menschwerdung gewesen sei und das Größerwerden des Gehirns der Ausbildung anderer Merkmale des modernen Menschen (terrestrische Lebensweise, aufrechter Gang, Werkzeuggebrauch, Entwicklung von Sprache und Kultur) vorausgegangen sei. Daher blieb die früh einsetzende Kritik an Woodwards Rekonstruktion der Piltdown-Fragmente weitgehend unbeachtet. Am Royal College of Surgeons wurden beispielsweise Kopien der Fragmente für eine Rekonstruktion verwendet, die hinsichtlich der Größe des Gehirns und anderer Eigenschaften dem modernen Menschen wesentlich stärker ähnelte als jene von Woodward. Das Ansehen, das Woodward unter seinen Fachkollegen genoss, verhinderte jedoch letztlich jede offene Kritik an seiner Rekonstruktion.
1915 behauptete Dawson, Fragmente eines zweiten Schädels an einer Stelle gefunden zu haben, die etwa zwei Meilen vom Ort der ursprünglichen Funde entfernt lag. Nach Dawsons Tod im folgenden Jahr konnte die in Frage kommende Stelle (Piltdown II) nicht mehr exakt identifiziert werden, zudem sind die Funde schlecht dokumentiert. Selbst Woodward scheint den zweiten Fundort nicht besucht zu haben.

## Gedenken an die Entdeckung

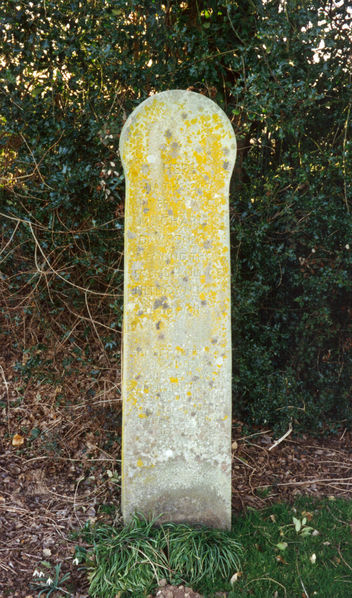
Gedenkstein am Fundort

Am 23. Juli 1938 enthüllte Sir Arthur Keith in der Nähe von Barkham Manor ein Denkmal, um die Stelle zu kennzeichnen, wo der Piltdown-Mensch von Charles Dawson entdeckt wurde. Keith beendete seine Ansprache mit den Worten:

„So lange wie ein Mensch an seiner seit langem vergangenen Geschichte interessiert ist, an den Unbeständigkeiten, die unsere frühen Vorfahren durchmachten und an den wechselnden Ereignissen, die sie ereilten, so lange ist der Name von Charles Dawson unseres Gedenkens sicher. Wir tun gut daran, seinen Namen mit dieser malerischen Ecke von Sussex zu verbinden – dem Schauplatz seiner Entdeckung. Ich habe nun die Ehre, diesen Monolithen zu enthüllen, der seinem Andenken gewidmet ist.“

Die (übersetzte) Widmung auf dem Gedenkstein lautet:

„Hier im alten Flusskies fand Mr. Charles Dawson, FSA, 1912–1913 den fossilen Schädel des Piltdown-Menschen. Die Entdeckung wurde von Herrn Charles Dawson und Sir Arthur Smith Woodward im Quarterly Journal of the Geological Society 1913–15 beschrieben.“

Der nahe gelegene Pub wurde zu Ehren des Fundes in „The Piltdown Man“ umbenannt.

## Aufdeckung der Fälschung

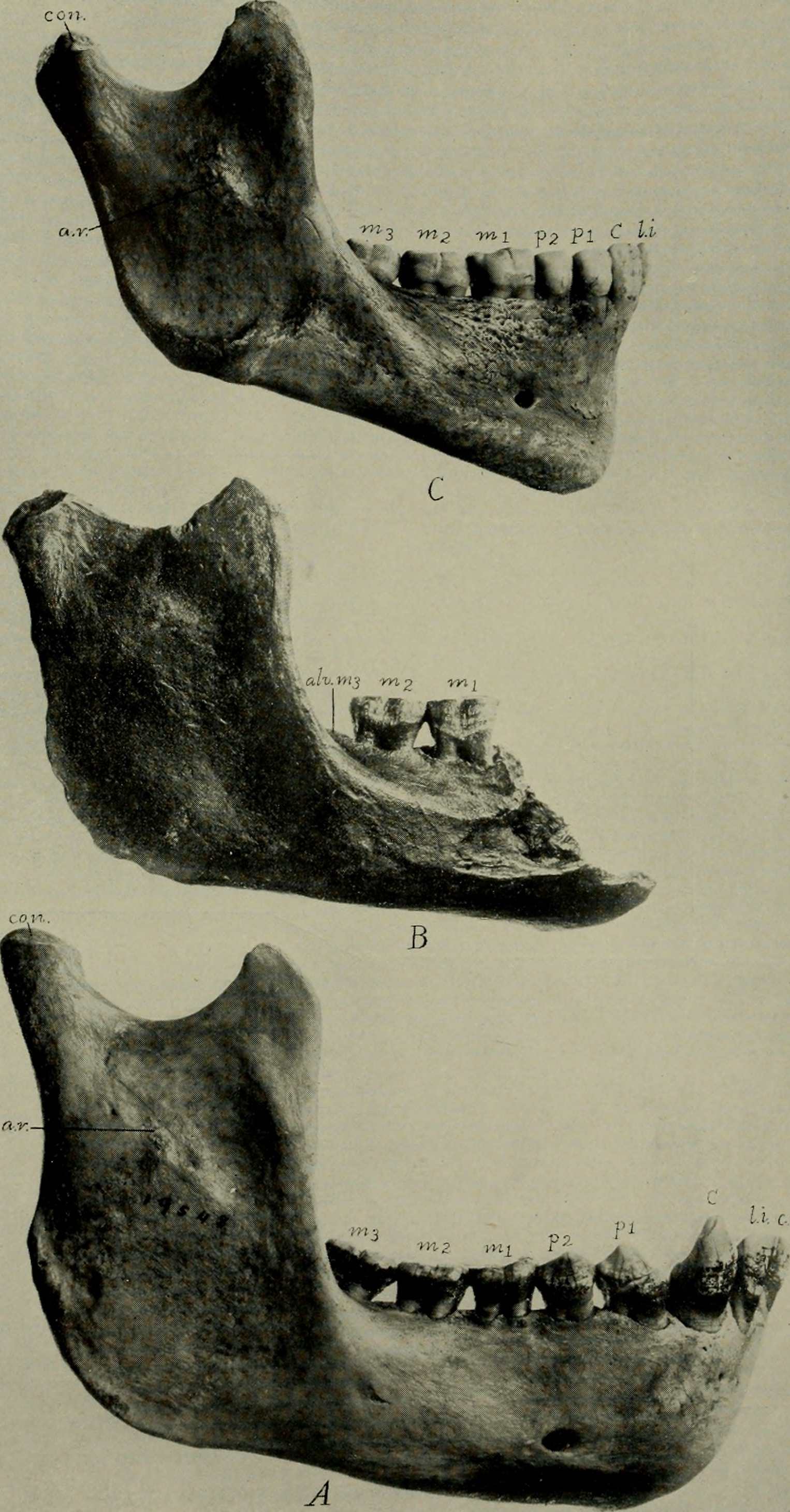
Das Fragment des Unterkiefers des Piltdown-Menschen (Mitte) im Vergleich mit einem Orang-Utan-Kiefer (weiblich, unten) und dem Kiefer eines modernen Menschen (männlich, oben)

Die Enthüllung der Piltdown-Fälschung am 21. November 1953 durch Kenneth Oakley, Wilfrid Le Gros Clark und – auf Oakleys Initiative hin – Joseph Sidney Weiner (University of Oxford) wurde in vielen akademischen Kreisen mit Erleichterung aufgenommen. Der Piltdown-Mensch war zuvor bereits als Abweichung betrachtet worden, die vollständig im Widerspruch zur wesentlichen Hauptrichtung menschlicher Evolution stand, wie sie zwischenzeitlich an anderen Orten entdeckte fossile Hominini zu zeigen schienen. Die seit Ende der 1940er-Jahre von Kenneth Page Oakley entwickelte Methode, den Fluoridgehalt der Fossilien zu messen (Fluor-Datierung), hatte bereits 1950 für die Piltdown-Funde (Schädel und Unterkiefer) zwar ein annähernd gleiches Alter ergeben, jedoch zweifelsfrei ein weit geringeres Alter als die ursprünglich geschätzte Datierung ins Mittelpleistozän. Eine Altersbestimmung durch die Radiokohlenstoffdatierung konnte 1959 nachweisen, dass sowohl Schädel als auch Unterkiefer nur wenige hundert Jahre alt waren. Sie bestätigte folglich, dass der Piltdown-Mensch eine zusammengesetzte Fälschung ist.
Die Knochenfunde bestehen aus einem mittelalterlichen Menschenschädel, dem 500 Jahre alten Unterkiefer eines Orang-Utans und dessen Zähnen. Das Aussehen von hohem Alter wurde erzeugt, indem man die Knochen mit einer Eisenlösung und Kaliumdichromat einfärbte. Schwierigkeiten machte bei der Fälschung der Bereich, an dem der Kiefer an den Schädel anschließt, da jener sich bei Affe und Mensch in der Form deutlich unterscheidet. Dieses Problem löste man, indem man die verräterischen Enden des Kiefers abbrach. Die Zähne im Kiefer wurden passend gefeilt, und es war dieses Feilen, das zu Zweifeln an der Glaubwürdigkeit des gesamten Stücks führte: Man bemerkte, dass die Spitze eines der Backenzähne im Vergleich mit den anderen Zähnen in einem stark unterschiedlichen Winkel abgeschrägt war. Mikroskopische Untersuchungen zeigten Schleifspuren an den Zähnen, und man folgerte daraus, dass die Zähne bearbeitet worden waren, um ihre Form zu verändern, da Affenzähne eine andere Form der Zahnhöcker als menschliche Zähne haben. Hochauflösende Röntgenaufnahmen brachten ans Licht, dass Zähne und Knochen im Inneren mit Kieselsteinchen gefüllt waren, um das höhere Gewicht von Fossilien im Vergleich zu rezenten Knochen herzustellen.
Der vielleicht unglaublichste Fund war ein „Artefakt“ in der Nähe der Knochen, von dem die Wissenschaftler glaubten, es sei ein Werkzeug oder Teil eines Skeletts. Dieser versteinerte Oberschenkelknochen eines Elefanten wies Bearbeitungsspuren von Menschenhand auf, doch konnte ihm kein sinnvoller Verwendungszweck zugeschrieben werden. Seine Form erinnerte 1914 einige der untersuchenden Wissenschaftler noch am ehesten an einen Cricket-Schläger, aber diese Erkenntnis zog damals keine weiteren Konsequenzen nach sich. Vermutlich wollte der Urheber der Fälschung damit auf sein Werk aufmerksam machen, doch die Forscher um Woodward sahen sich mit jedem neuen Fund nur in ihren Theorien bestätigt.
Der Grad der technischen Kompetenz der Piltdown-Fälschung bleibt weiterhin ein Diskussionsthema, jedoch liegt das besondere Wesen der Fälschung darin, dass sie den damaligen Experten genau das anbot, was sie suchten: den überzeugenden Beweis, dass die menschliche Evolution vom Gehirn ausging – und in Europa stattgefunden hatte. Es wurde auch vermutet, dass Nationalismus und Rassismus ebenso eine Rolle bei der Akzeptanz des Fossils als Original spielten, da bereits zuvor die Forderung aufkam, Großbritannien bräuchte einen „Ersten Briten“, um ihn gegen die fossilen Funde von Hominiden zu stellen, die in anderen Teilen der Welt, besonders Frankreich und Deutschland, gefunden worden waren.

## Mögliche Fälscher
Die Identität des Piltdown-Fälschers bleibt ebenso unbekannt wie seine Motive. Viele Autoren vermuten, dass diese wohl berühmteste Betrugsaffäre der Naturforschung ein Streich war, der außer Kontrolle geriet. Verdachtsmomente konnten für alle an dem Fund beteiligten Forscher nachgewiesen werden. So wurden Dawson, Woodward, Teilhard de Chardin, die Anatomen Arthur Keith und Grafton Elliot Smith ebenso beschuldigt wie Arthur Conan Doyle, der damals 15 km von der Fundstelle entfernt wohnte. Ihm wurde ein Rachemotiv unterstellt, weil die etablierte Wissenschaft seine Forschungen zu Geistwesen heftig angegriffen hatte.
So gut wie jeder, der jemals mit dem Fund in Berührung kam, wurde irgendwann der Tat verdächtigt. So hat 1978 der Londoner Paläontologe Brian Gardiner einen weiteren möglichen Täter in die Diskussion eingebracht. Er hält Martin Hinton (1883–1961) für den Urheber der Posse. Hinton hatte zur Zeit des Fundes als freier Mitarbeiter und bis 1945 als Kurator für Zoologie im Natural History Museum in London gearbeitet und war 1961 verstorben. Er hinterließ einen Schrankkoffer im Lager des Museums, der 1978 gefunden wurde. Der Koffer enthielt Tierknochen und Zähne, die in einer Art und Weise gefeilt und gefärbt waren, die den Piltdown-Funden ähnelten. Von einigen Wissenschaftlern wurden diese Stücke als Übungsstücke zur Perfektionierung der Fälschungstechnik interpretiert. Andere Wissenschaftler vermuten hingegen, dass diese Stücke erst nach der Entdeckung des Piltdown-Menschen erstellt wurden, um mögliche Fälschungsmethoden experimentell zu analysieren. Kurz vor seinem Tod hatte Hinton zudem einem Kollegen geschrieben, wie sehnsüchtig er als junger Student davon geträumt habe, in den Hügeln von Sussex den von Charles Darwin propagierten missing link zwischen Mensch und Affe zu finden. Vor allem bei „charakterlich ungefestigten Mitgliedern“ der Paläontologengemeinde, hatte er geschrieben, könne „die Versuchung, die Entdeckung eines Affenmenschen zu erfinden“, schlicht „unwiderstehlich“ gewesen sein. Unwidersprochen ist aber auch dieser Verdacht nicht geblieben.
Andere Autoren halten Charles Dawson für den wahrscheinlichsten Urheber der Fälschung, da er als einziger bei allen Funden in Piltdown I anwesend war, er allein die Fundstelle Piltdown II kannte und es seit seinem Tod 1916 zu keinen weiteren Funden mehr kam. Auch hat er der Wissenschaft nachweislich eine ganze Reihe von archäologischen Funden präsentiert, die sich später als gefälscht herausstellten, unter anderem römische Ziegelstempel und eine Figurine als angeblich frühesten Beleg für die Herstellung von Gusseisen in Europa. Auch wenn Dawson als der wahrscheinlichste Fälscher des Piltdown-Menschen gilt, so wird doch angezweifelt, dass er allein handelte, und die Frage nach möglichen Komplizen beschäftigt die Wissenschaftler noch heute. Wissenschaftliche Untersuchungen aus dem Jahr 2016 lassen es ebenfalls als sehr wahrscheinlich erscheinen, dass Charles Dawson die Fälschungen selbst hergestellt hat; zugleich wurde vermutet, dass sein Motiv die wissenschaftliche Anerkennung war und insbesondere sein Bestreben, zum Mitglied der Royal Society gewählt zu werden.

## Rezeption durch die Popkultur
Bereits die 1917 entstandene frühe Kurzgeschichte Dagon von H. P. Lovecraft verweist auf den Piltdown-Menschen. Auch in der späteren Kurzgeschichte Die Ratten im Gemäuer erwähnt ihn Lovecraft.
The Piltdown Men waren eine US-amerikanische Instrumental-Rock-Band aus Los Angeles, die Anfang der 1960er-Jahre einige erfolgreiche Singles bei Capitol Records veröffentlichte.
Mike Oldfield führt auf seinem Album Tubular Bells von 1973 den „Piltdown man“ als eines der Instrumente an, die er spielt. Dies verweist auf das zweite Stück des Albums, das durch die frühen Hominiden inspiriert und mit einer rauen Stimme gesungen wurde. In der Neubearbeitung des Albums von 2003 heißt dieser Teil „Caveman“.
In „Der Psychiater“, einer Episode der Fawlty Towers von 1979, wird ein Gast aus der Unterschicht als „Piltdown-Weichei“ bezeichnet.
Im März 1994 führte Apple Computer den Power Macintosh 6100 ein, der den Codenamen „Piltdown Man“ trug. Etwas später im selben Jahr wurde das Macintosh-Computerspiel Marathon herausgebracht, in dem auf dem Bildschirm kleiner Computerterminals an den Protagonisten gerichtete Botschaften mit dem Wort „piltdown“ in der Kopfzeile zu lesen sind. Dies soll vermutlich darauf hindeuten, dass diese Botschaften Teil einer Täuschung sind und ihr vorgeblicher Absender gar nicht existiert.

## Belege
1. ↑  Die Fundgeschichte folgt der Übersicht unter dem Stichwort Piltdown in Bernard Wood: Wiley-Blackwell Encyclopedia of Human Evolution. Wiley-Blackwell, 2011, ISBN 978-1405155106.
2. ↑   Gustav Heinrich Ralph von Koenigswald: Begegnungen mit dem Vormenschen. dtv, München 1965, S. 153.
3. ↑  Vgl. etwa die ursprünglichen Berichte über die Funde, die sekundäre Berichterstattung und die Überblickswerke, alle auf der Homepage der Clark University zusammengestellt von Charles Blinderman und David Joyce.
4. ↑  Arthur Smith Woodward: The earliest Englishman. Watts, London 1948 (Volltext).
5. ↑  The Piltdown Man Discovery. Unveiling of a Monolith Memorial. In: Nature. Band 142, 30. Juli 1938, S. 196 f., doi:10.1038/142196a0.
6. ↑  Joseph Sidney Weiner, Kenneth Page Oakley und Wilfrid Le Gros Clark: The Solution of the Piltdown Problem. Bulletin of the British Museum (Natural History), Geology. Band 2, Nr. 3, London 1953, Volltext.
7. ↑   Kenneth Page Oakley, C. Randall Hoskins: New Evidence on the Antiquity of Piltdown Man. In: Nature. Band 165, 1950, S. 379–382, doi:10.1038/165379a0.
8. ↑   Kenneth Page Oakley: Relative Dating of the Piltdown Skull. In: Advancement of Science. Band 6, 1950, S. 343–344, Volltext.
9. ↑  Hessel de Vries, Kenneth P. Oakley: Radiocarbon Dating of the Piltdown Skull and Jaw. In: Nature. Band 184, 1959, S. 224–226, doi:10.1038/184224a0.
10. ↑  Piltdown Man hoax findings: Charles Dawson the likely fraudster. Auf: nhm.ac.uk vom 10. August 2016. 
 Study reveals culprit behind Piltdown Man, one of science’s most famous hoaxes. Auf: sciencemag.org vom 9. August 2016.
11. ↑  Brian Gardiner/Andy Current: The Piltdown Hoax: Who done it?. Linnean Society of London 1996. Vgl. Henry Gee: Box of bones ‚clinches‘ identity of Piltdown palaeontology hoaxer. In: Nature. Band 381, 1996, S. 261 f., doi:10.1038/381261a0.
12. ↑  Martin Alister Hinton. Abgerufen am 18. Dezember 2022 (amerikanisches Englisch).
13. ↑  Posse im Pleistozän. In: Der Spiegel. Nr. 23, 1996, S. 198. Vgl. Roger Highfield: The charming eccentric with a passion for pranks. Old canvas trunk holds identity of Piltdown hoaxer. In: UK News Electronic Telegraph. 23. Mai 1996. Wörtlich lautet das Zitat: „The temptation to invent such a discovery of an ape-like man in a Wealden gravel might well have proved irresistible to some unbalanced member of old Ben Harrison’s circle.“
14. ↑  „Martin Hinton, whom Gardiner now believes was the perpetrator, is just another to be added to this list. The evidence presented may show that he was involved, probably with others, but in no way is it proved.“ Edward T. Hall: Riddle of the tenth man. In: Nature. Band 381, 1996, S. 728, doi:10.1038/381728a0.
15. ↑  Mike Pitts: Piltdown – Time To Stop The Slurs. In: British Archaeology. Band 74, Januar 2004.
16. ↑  Norman Hammon: Piltdown Founder the Faker? In: London Times. 31. Dezember 1996 (HTML-Version).
17. ↑  Piltdown Man hoax centenary event held bei BBC News 22. September 2012
18. ↑  Chris Stringer: The 100-year mystery of Piltdown Man. In: Nature. Band 492, Nr. 7428, 2012, S. 177–179, doi:10.1038/492177a
19. ↑  Isabelle De Groote et al.: New genetic and morphological evidence suggests a single hoaxer created Piltdown man. In: Royal Society Open Science. Online-Veröffentlichung vom 10. August 2016, doi:10.1098/rsos.160328